# 小城市立桜岡小学校
小城市立桜岡小学校（おぎしりつ さくらおかしょうがっこう）は佐賀県小城市小城町にある市立小学校。

## 概要
歴史
1787年（天明7年）に藩校「興譲館」（こうじょうかん）の流れをくむ。創立年は「桜岡小学校」に改称した1873年（明治6年）としている。数回の改組・改称を経て、現校名になったのは2005年（平成17年）。2023年（令和5年）には創立150周年を迎える。
校章
校名にちなみ、桜の花弁の絵を背景にして、中央に「岡」の文字を置いている。
校歌
1954年（昭和29年）制定。歌詞は3番まであり、歌詞中に校名は登場しない。
通学区域
住所表記で「小城市小城町」の後に「高原、上町、布施ケ里、中町、下町、蛭子町、鯖岡、岡町、正徳町、朝日町、大手町、本町、北小路、西小路、不二町、東新町」が続く地域。
中学校区は小城市立小城中学校。

## 沿革
前史
- 1787年（天明7年）- 小城藩藩主鍋島直員、下岡小路に小城藩学を創設し、「学寮」と称す。
- 1789年（寛政元年）- 藩主鍋島直愈が、藩学の規模を拡張し、校舎を改築の上、「興譲館」と命名。
- 1868年（明治元年）- 校舎を瓦葺2階造に改築。

正史
- 1873年（明治6年）11月 - 学制の施行により、「桜岡小学校」と改称（創立年）。
- 1886年（明治19年）9月 - 小学校令の公布により、尋常科4年と高等科4年に分け、尋常科を義務教育とする。
  - 学制の変更により、年度を4月から翌年3月までの区切りとする。
- 1889年（明治22年）4月1日 - 町村制の施行により、小城町が発足。
- 1891年（明治24年）- 小学校令改正により、小城町立の学校となる。
- 1893年（明治26年）7月 - 桜岡・天山・晴田・三里の組合で高等小学校が設立されたため、「桜岡尋常小学校」（4年制）に改称。
- 1908年（明治41年）4月 - 小学校令の一部改正により、義務教育年限（尋常科の修業年限）が4年から6年に延長される。
  - 尋常科5年および尋常科6年を新設し、学級数は全校で12となる。
  - 同年、小城町岩松村組合立小城高等小学校が創立される。
- 1913年（大正2年）4月 - 高等科を併置の上、「桜岡尋常高等小学校」と改称。
  - 組合立小城高等小学校は解散。
- 1924年（大正13年）3月 - 創立50周年記念式典を挙行。
- 1933年（昭和8年）4月1日 - 小城町内の高等科集約により、高等科を廃し「桜岡尋常小学校」（6年制）となる。
- 1941年（昭和16年）4月1日 - 国民学校令の施行により、「小城町桜岡国民学校」（6年制）と改称。尋常科を初等科に改める。
- 1947年（昭和22年）4月1日 - 学制改革により、「小城町立桜岡小学校」と改称。
- 1949年（昭和24年）9月 - 運動場を拡張。
- 1951年（昭和26年）2月 - 木造2階建て2棟8教室および平屋建て1棟2教室の新校舎が完成。
- 1954年（昭和29年）3月 - 校歌を制定。
- 1957年（昭和32年）3月 - 北校舎（2階建て1棟10教室）が完成。
- 1958年（昭和33年）
  - 3月 - 南校舎（2階建て1棟6教室・4特別教室）および職員室・校長室・保健室が完成。
  - 12月 - 講堂が完成。
- 1960年（昭和35年）7月 - 音楽教室・図工教室が完成。
- 1965年（昭和40年）3月 - 創立90周年を記念し、校旗を調製。
- 1977年（昭和42年）8月 - 剣道場を改装。
- 1973年（昭和48年）11月 - 創立100周年記念式典を挙行。
- 1975年（昭和50年）- プールが完成。
- 1981年（昭和56年）6月 - 黄色の帽子を採用。
- 1984年（昭和59年）5月 - 学校警備を開始。
- 1985年（昭和60年）- 新校舎が完成。
- 1987年（昭和62年）- 教育相談室を設置。
- 1993年（平成5年）4月 - 育友会からPTAへ改組。
- 1999年（平成11年）3月 - パソコン教室を改築。
- 2001年（平成13年）5月 - ことばの教室通級指導教室を開設。
- 2004年（平成16年）10月 - 台風23号で大きな被害を受ける。
- 2005年（平成17年）3月1日 - 市町村合併により、「小城市立桜岡小学校」（現校名）と改称。
- 2006年（平成18年）4月1日 - ｢特殊学級」の名称を「特別支援学級」に変更。名称を「さくらルーム」（知的障害）とする。
- 2009年（平成21年）4月1日 - 特別支援学級「こだちルーム」（自閉症・情緒障害学級）を開設。
- 2010年（平成22年）9月 - ICT支援員派遣事業が開始。
- 2011年（平成23年）4月1日 - 特別支援学級「あおばルーム」を増設。
- 2016年（平成28年）9月 - 屋外トイレが完成。
- 2017年（平成29年）3月 - 新プールが完成。

## 交通
最寄りの鉄道駅
- JR九州 唐津線「小城駅」

最寄りのバス停留所
- 昭和バス 「本町駐車場」、「小城バスセンター」バス停

最寄りの幹線道路
- 国道203号

## 周辺
- 西九州大学小城キャンパス
- 佐賀県立小城高等学校
- 小城市立小城中学校
- 小城ルーテルこども園
- 小城郵便局
- 小城公園
- 小城市立歴史資料館